# 大川内傳七
大川内 傳七（大川内 伝七、おおかわち　でんしち、1886年〈明治19年〉9月2日 - 1958年〈昭和33年〉2月13日）は、日本の海軍軍人。最終階級は海軍中将。佐賀県塩田町出身。
比島決戦の歌で「海に鉄血大川内」と歌われていることで知られる。

## 略歴
旧制佐賀県立鹿島中学校より海軍兵学校37期入校。大川内の奉職履歴で他の海軍将校と際立って異なるのは、自身を含め練習艦隊に4度参加していることである。
1936年、上海の日本租界の警備にあたる上海海軍特別陸戦隊の司令官に就任。在職中の翌1937年に日中戦争が勃発した。国際都市である上海を重視する中国国民党軍は、上海駐留の日本軍が手薄な状態なのに乗じて攻撃をかけた（第二次上海事変）。中国軍は、日本軍の戦力を二分する作戦を採用し、日本租界を包囲して特に海軍陸戦隊本部に集中攻撃をかけた。大川内は多勢の中国軍を相手に少数の将兵をもって善戦し、上海派遣軍が来援するまでの約3ヶ月間猛攻撃に耐えた。
太平洋戦争中は、舞鶴鎮守府司令長官、海軍省電波本部長、海軍兵学校長などを短期間務め、後半には南西方面艦隊司令長官に親補された。しかし艦隊とは名ばかりの主要艦船など存在しない司令長官職で、ルソン島で地上戦を戦って終戦を迎えた。1943年（昭和18年）11月15日、海上交通保護の強化を目的として海上護衛総司令部が新設されると、予備役から復帰し、初代長官に就任した。総司令部のトップである司令長官には及川古志郎大将が就任し、大川内はその下で護衛作戦の実務を統括した。1944年（昭和19年）8月2日、野村直邦大将が後任の長官に就任したことに伴い、再び予備役となった。
戦後、アメリカ軍から捕虜虐待等の容疑でB級戦犯に指定されたが、証拠不十分により無罪が確定して無事に復員した。

## 人物
- 眼鏡を着用していた。
- 上海に着任した際に、大川内を見た将兵は「こんなに弱そうな司令官で大丈夫なのか」と不安を覚えたが、いざ実戦となると指揮官先頭の精神で、大川内自ら率先して攻撃に向かい勇猛果敢な人との評価を得た。同期生の井上成美は戦上手の同期生として、小沢治三郎、草鹿任一と並んで、大川内の名を挙げている[4]。

## 美保関事件
1926年（大正15年）11月以来、連合艦隊司令長官加藤寛治は連日激しい訓練を強いており、小規模な事故が相次いでいた。その結果、翌1927年（昭和2年）8月24日、徹夜の夜襲訓練中に巡洋艦「神通」と駆逐艦「蕨」、巡洋艦「那珂」と駆逐艦「葦」の多重衝突事故が発生した（美保関事件）。この時に連合艦隊は大混乱に陥ったため、高橋三吉連合艦隊参謀長が旗艦「長門」の退避を提案、加藤も賛同した。それに対して大川内参謀が、「死傷者が多数出ているのに長官だけ先に帰るとは何事か」と怒声とともに抗議し、絶句した加藤に代わって高橋が謝罪して前言を撤回し、事故の収束に当たった。

## 年譜

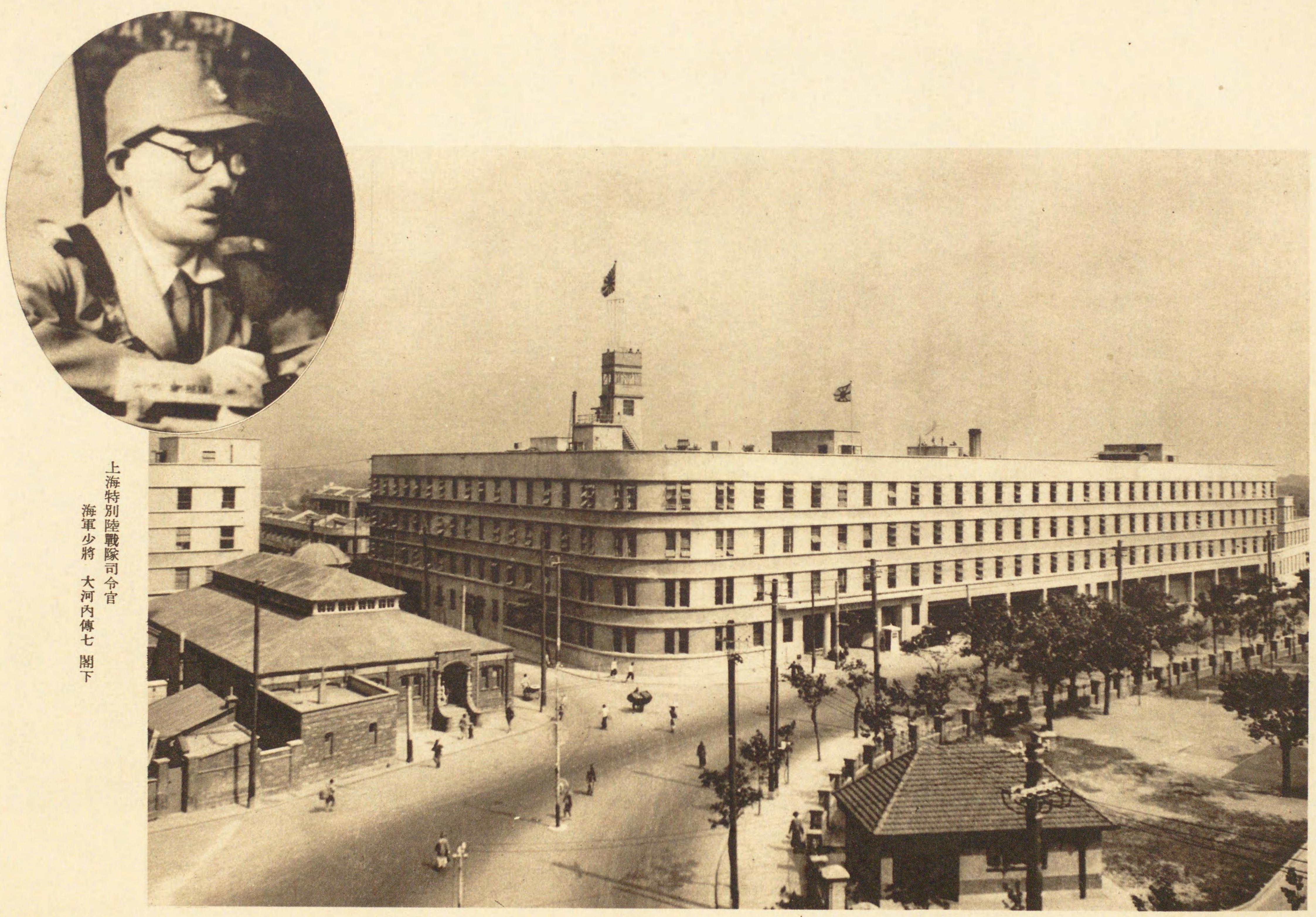
上海特別陸戰隊司令官 海軍少將 大川内傳七 閣下

- 1886年（明治19年）9月2日- 佐賀県藤津郡塩田町（現在の嬉野市）生
- 1905年（明治38年）3月- 旧制佐賀県立鹿島中学校卒業
- 1906年（明治39年）11月24日 - 海軍兵学校入校 入校時成績順位180名中第18位
- 1909年（明治42年）11月19日- 海軍兵学校卒業 卒業時成績順位179名中第41位・海軍少尉候補生・2等巡洋艦「宗谷」乗組・練習艦隊近海航海出発 大連~仁川~鎮海湾~佐世保~鹿児島~津方面巡航 
  - 12月29日- 帰着
- 1910年（明治43年）2月1日- 練習艦隊遠洋航海出発 マニラ~アンボイナ~パーム島~タウンズビル~ブリスベーン~シドニー~フリーマントル~バタヴィア~シンガポール~香港~馬公~基隆~元山~大湊方面巡航 
  - 7月3日- 帰着
  - 7月16日- 2等巡洋艦「新高」乗組
  - 12月15日- 任 海軍少尉
- 1912年（大正元年）8月9日- 海軍砲術学校普通科学生
  - 12月1日- 任 海軍中尉
  - 12月20日- 海軍水雷学校普通科学生
- 1913年（大正2年）5月24日- 装甲巡洋艦「浅間」航海士 海軍少尉候補生指導官附
- 1914年(大正3年)4月20日- 練習艦隊遠洋航海出発 ホノルル~ヒロ~サンペドロ（San Pedro~サンフランシスコ~バンクーバー~ビクトリア~タコマ~シアトル~函館~青森方面巡航 
  - 8月11日- 帰着
  - 8月13日- 巡洋戦艦「生駒」乗組
- 1915年（大正4年）5月26日- 戦艦「肥前」乗組
  - 12月13日- 任 海軍大尉・2等巡洋艦「利根(初代)」乗組
- 1916年（大正5年）11月16日- 横須賀鎮守府附
  - 12月1日- 海軍大学校乙種学生
- 1917年（大正6年）5月1日- 海軍砲術学校高等科第16期学生
  - 11月30日- 海軍砲術学校高等科修了
  - 12月1日- 巡洋戦艦「敷島」分隊長
- 1918年（大正7年）1月25日- 2等駆逐艦「欅」乗組兼艤装員
  - 11月9日- 1等海防艦「吾妻」分隊長 海軍少尉候補生指導官 
  - 11月21日- 練習艦隊近海航海出発
- 1919年（大正8年）2月7日- 帰着
  - 3月1日- 練習艦隊遠洋航海出発 上海~基隆~馬公~香港~マニラ~シンガポール~フリーマントル~セブ~パラオ~トラック~サイパン~二見方面巡航
  - 7月26日- 帰着
  - 8月1日- 海軍兵学校教官兼監事
- 1920年（大正9年）12月1日- 海軍大学校甲種第20期学生
- 1921年（大正10年）12月1日- 任 海軍少佐
- 1922年（大正11年）11月25日- 海軍大学校甲種卒業 卒業成績順位26名中第16位
  - 12月1日- 軽巡洋艦「球磨」砲術長
- 1923年（大正12年）11月10日- 第2水雷戦隊砲術参謀
- 1924年（大正13年）12月1日- 海軍砲術学校教官
- 1926年（大正15年）12月1日- 任 海軍中佐・第1艦隊砲術参謀 兼連合艦隊砲術参謀
- 1927年（昭和2年）12月1日- 海軍大学校教官
- 1930年（昭和5年）12月1日- 任 海軍大佐・横須賀鎮守府附
- 1931年（昭和6年）4月1日- 給油艦「隠戸」特務艦長
  - 11月14日- 軽巡洋艦「木曾」艦長
- 1932年（昭和7年）12月1日- 海軍砲術学校教頭
- 1934年（昭和9年）8月20日- 海防艦「浅間」艦長
- 1935年（昭和10年）2月20日- 練習艦隊遠洋航海出発 基隆~馬公~香港~マニラ~バンコック~シンガポール~バタヴィア~フリーマントル~アデレード~メルボルン~シドニーウェリントン~オークランド~スバ~アピア~ホノルル~ヤルート~トラック~サイパン方面巡航 
  - 7月22日- 帰着
  - 8月1日- 練習戦艦「比叡」艦長
- 1936年（昭和11年）4月1日- 横須賀鎮守府附
  - 11月16日- 上海海軍特別陸戦隊司令官 兼第3艦隊司令部附
  - 12月1日- 任 海軍少将
- 1938年（昭和13年）4月25日- 海軍砲術学校校長
- 1940年（昭和15年）9月6日- 支那方面艦隊司令部附
  - 10月1日- 支那方面艦隊参謀長
  - 11月15日- 任 海軍中将
- 1942年（昭和17年）3月16日- 海軍軍令部出仕
  - 7月14日- 第1南遣艦隊司令長官
- 1943年（昭和18年）9月20日- 海軍軍令部出仕
  - 12月1日- 舞鶴鎮守府司令長官
- 1944年（昭和19年）4月1日- 海軍軍令部兼海軍省出仕
  - 4月20日- 海軍省電波本部長
  - 8月5日- 海軍兵学校長
  - 10月22日- 連合艦隊司令部附
  - 11月1日- 南西方面艦隊司令長官 兼第3南遣艦隊司令長官兼第13航空艦隊司令長官
- 1945年（昭和20年）1月8日- 免 第13航空艦隊司令長官
- 1947年（昭和22年）1月25日- 復員 予備役編入
- 1948年（昭和23年）3月31日、公職追放仮指定[5]。
- 1958年（昭和33年）2月13日- 死去 享年71

## 栄典
- 1916年（大正5年）1月21日 - 正七位[6]